# Pożar Archiwum Urzędu Miasta Krakowa
Pożar Archiwum Urzędu Miasta Krakowa – pożar, który miał miejsce w Krakowie w lutym 2021 roku, w czasie którego spłonęło doszczętnie archiwum miejskie, zlokalizowane w specjalistycznym, nowoczesnym budynku przy ul. Na Załęczu 2. W wyniku pożaru zniszczeniu uległo 20 kilometrów akt, czyli szacunkowo 150–200 milionów utraconych bezpowrotnie dokumentów. Według mediów była to największa strata polskiej archiwistyki od czasu powstania warszawskiego.

## Archiwum
Archiwum Urzędu miasta Krakowa zlokalizowane było w nowych budynkach znajdujących się przy ul. Na Załęczu 2 w Krakowie. Budynek oddano do użytkowania wiosną 2018 r. Hale miały wszelkie zgody i odbiory techniczne, które pozwalały na ich użytkowanie. Do nowego budynku archiwum przemieszczono archiwalia z dawnego archiwum przy ul. Dobrego Pasterza, łącznie ok. 20 kilometrów akt. Docelowo w trzech halach przewidziano miejsce dla 35 tys. metrów bieżących papierowych dokumentów.
W zasobie archiwum Urzędu Miasta Krakowa przechowywana była dokumentacja archiwalna wszystkich komórek organizacyjnych urzędu, a także zlikwidowanych miejskich jednostek organizacyjnych. W zbiorach znajdowały się Domowe Księgi Meldunkowe, Karty Rejestru Mieszkańców, kartoteki ewidencyjno-dowodowe, tzw. koperty dowodów osobistych mieszkańców Krakowa, dokumentacja Miejskiej Rady Narodowej Miasta Krakowa, Prezydium Rady Narodowej Krakowa, Rady Narodowej Krakowa oraz Urzędu Miasta Krakowa. Dokumentacja obejmowała także Prezydium Powiatowej Rady Narodowej w Krakowie z lat 1952–1975 oraz Prezydium Rady Narodowej z czterech byłych dzielnic Krakowa.
Żaden ze spalonych dokumentów nie był zdigitalizowany, aczkolwiek w części wywiadów medialnych urzędnicy magistratu, w tym również Prezydent Miasta Krakowa Jacek Majchrowski, sugerowali, że częściowa digitalizacja miała miejsce. Jednak w oficjalnej odpowiedzi uzyskanej przez portal onet.pl kwestia ta rysuje się jednoznacznie: „Urząd nie ma obowiązku digitalizowania dokumentów i jej nie wykonywał”. Z tej samej odpowiedzi wiadomo, że tylko najnowsze dokumenty będzie można odtworzyć na podstawie istniejących w innych miejscach kopii.

## Przebieg pożaru
Pożar wybuchł wieczorem 6 lutego 2021 roku bezpośrednio w pomieszczeniach z dokumentami archiwalnymi. Specjalistyczna instalacja przeciwpożarowa powiadomiła o pożarze straż pożarną, a wg rzecznika krakowskiego magistratu zadziałał też system gaśniczy żelowo-proszkowy, który jednak nie ugasił pożaru. Media nie potwierdzają narracji rzecznika magistratu o "żelowo-proszkowym systemie gaśniczym" i informują, że w halach archiwum zamontowany był aerozolowy materiał gaśniczy.
Przybyłe na miejsce jednostki podjęły akcję gaśniczą, niestety pożaru nie udało się opanować i objął on całą kubaturę dwóch hal, w których przechowywane były archiwalia. Akcja gaśnicza prowadzona była w trudnych warunkach, głównie ze względu na architekturę budynku (brak okien, tylko jedne niewielkie drzwi wejściowe).
W trakcie prowadzenia akcji ratowniczej zaszła konieczność wyburzenia części ścian archiwum. Pożar został opanowany 10 lutego 2021 roku, po czym przystąpiono do dogaszania pożaru. Akcję gaśniczą uznano za zakończoną 16 lutego 2021 roku (lub 17 lutego). W akcji gaśniczej uczestniczyło łącznie 689 strażaków, zużyto 60 tys. metrów sześciennych wody, 2 tys. litrów środka pianotwórczego i 4 tony proszku gaśniczego.
Pogorzelisko po ukończeniu akcji gaśniczej zostało przekazane urzędnikom magistratu, natomiast powiatowy inspektor nadzoru budowlanego wszczął postępowanie w sprawie katastrofy budowlanej.

## Przyczyny, śledztwo
Pod nadzorem Prokuratury Rejonowej Kraków – Nowa Huta, 9 lutego 2021 roku zostało wszczęte śledztwo „w sprawie umyślnego sprowadzenia zdarzenia w postaci pożaru zagrażającego mieniu w wielkich rozmiarach w postaci budynku Archiwum Miejskiego UMK, o bliżej nieustalonej wartości strat”. Według śledczych przyczyną pożaru mógł być błąd urządzeń, błąd człowieka lub celowe podpalanie. W 2023 r. prokuratura poinformowała, że przyczyna pożaru jest jej znana, lecz nie ujawniła jej. W styczniu 2024 roku w związku z pożarem zarzuty postawiono siedmiu osobom: dwóm pracownikom Powiatowego Inspektoratu Nadzoru Budowlanego, strażakowi, kierownikowi budowy, inspektorowi nadzoru, kierownikowi robót elektrycznych oraz rzeczoznawcy ds. ochrony przeciwpożarowej.

## Konsekwencje
Hale, w których trwał pożar, zostały w ciągu kilku miesięcy rozebrane. Wydobyto 900 metrów bieżących archiwaliów, co stanowi 5-7% zasobów, z czego większość – 800 metrów bieżących – zdeponowanych jest w wielu chłodniach, w których oczekują próby konserwacji.
24 lutego 2021 radny Krakowa Łukasz Gibała zwrócił się do Prezydenta Miasta Krakowa z wnioskiem o udzielenie informacji, dlaczego prezydent zgodził się na odstępstwa w ochronie przeciwpożarowej w wydawanym pozwoleniu na budowę archiwum oraz ile jest jeszcze innych takich miejskich budynków, które powstawały w ostatnim czasie, gdzie zamiast spełnienia podstawowych wymogów przeciwpożarowych zastosowano rozwiązania zastępcze. Efektem mają być kontrole wszystkich gminnych i wojewódzkich inwestycji, które mają ważne pozwolenia, a których budowa jeszcze się nie rozpoczęła.